# Керъл Кинг
Керъл Кинг (на английски: Carole King, родена Керъл Джоан Клайн) е американска композиторка, певица и авторка на песни. Тя е най-успешният автор на песни от женски пол от втората половина на 20 век в САЩ, след като самостоятелно или в съавторство създава 118 хита от Billboard Hot 100 между 1955 г. и 1999 г. Кинг също така има 61 хита във Великобритания, правейки я най-успешната авторка на песни на класациите за сингли на Великобритания между 1952 и 2005 г.
Кариерата на Кинг започва през 1960 г., когато тя и първият ѝ съпруг, Гери Гофин, пишат повече от двадесет хита за много различни творци. Като изпълнител тя се утвърждава едва през 1970 г., когато пее собствени песни, акомпанирайки си на пианото в поредица от албуми и концерти.
Керъл Кинг има 25 солови албума, чиито продажби са оценени на повече от 75 милиона копия по целия свят. Носителка е на четири Грами награди и е приета в Залата на славата за автори на песни и в Залата на славата на рокендрола.